# Espiens

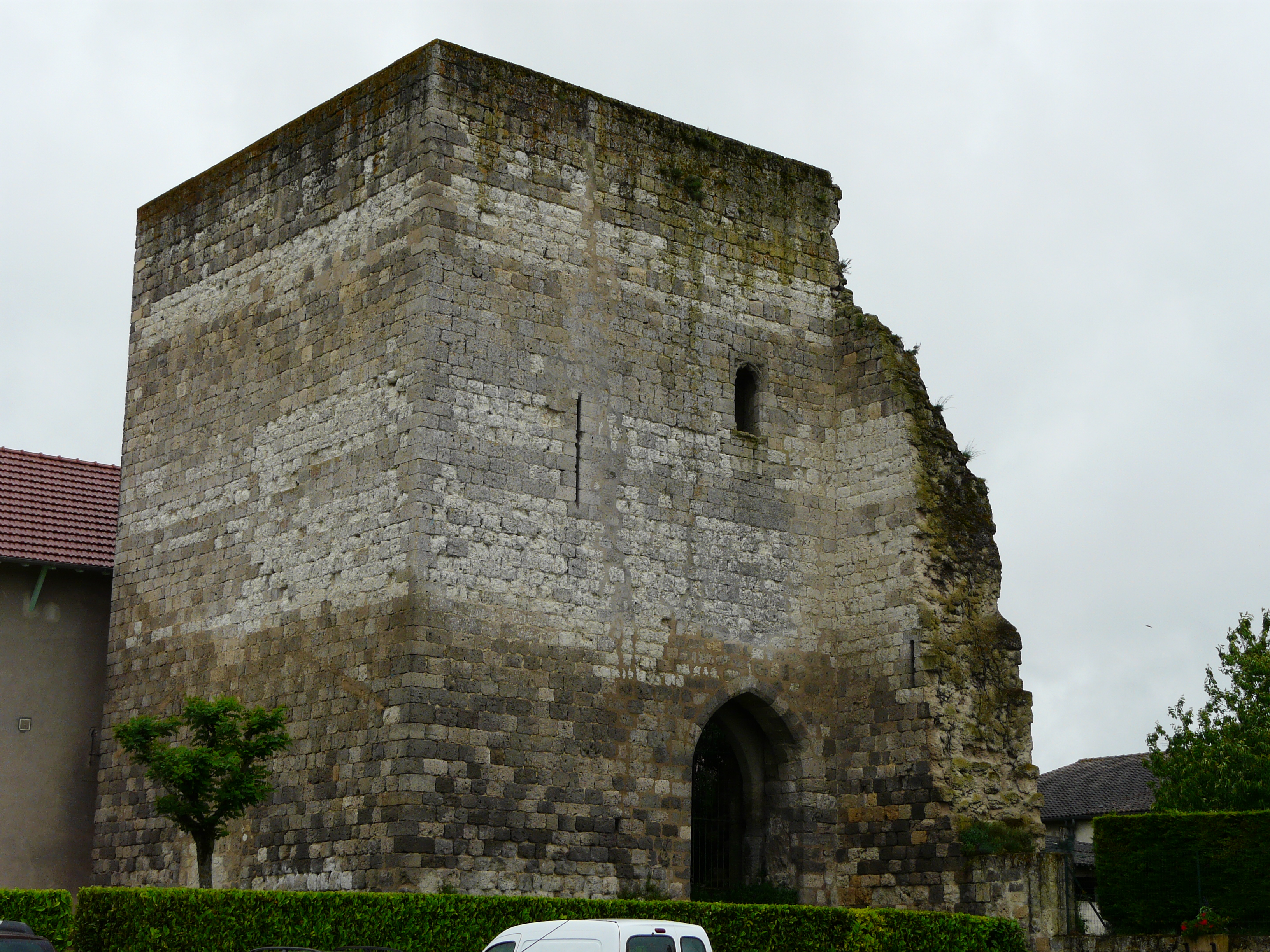
Toren

Espiens is een gemeente in het Franse departement Lot-et-Garonne (regio Nouvelle-Aquitaine) en telt 310 inwoners (1999). De plaats maakt deel uit van het arrondissement Nérac.

## Geografie
De oppervlakte van Espiens bedraagt 17,7 km², de bevolkingsdichtheid is 17,5 inwoners per km².
De onderstaande kaart toont de ligging van Espiens met de belangrijkste infrastructuur en aangrenzende gemeenten.

## Demografie
Onderstaande figuur toont het verloop van het inwonertal (bron: INSEE-tellingen).